# 莱特鲁瓦西莱
莱特鲁瓦西莱（法語：Les Trois-Îlets，法語發音：[le tʁwaz‿ilɛ]，意为“三座小岛”）是法国海外省马提尼克的一个市镇，属于拉特里尼泰区。

## 地理
莱特鲁瓦西莱（14°32'17"N, 61°2'4"W）面积28.6 平方千米，位于法国海外省马提尼克。
与莱特鲁瓦西莱接壤的市镇（或旧市镇、城区）包括：莱桑斯达莱、勒迪亚芒、里维耶尔萨莱。
莱特鲁瓦西莱的时区为UTC−04:00（大西洋时区）。

## 行政
莱特鲁瓦西莱的邮政编码为97229，INSEE市镇编码为97231。

## 政治
莱特鲁瓦西莱的现任市长为阿诺·勒内-科拉伊（Arnaud René-Corail）先生，任期为2020-2026年。

## 人口
莱特鲁瓦西莱于2022年1月1日时的人口数量为6735人。